# 1770 год в науке
В 1770 году произошли различные научные и технологические события, некоторые из которых представлены ниже.

## События
- Апрель — английский капитан Джеймс Кук, посетив восточные берега Австралии, объявил этот континент владением британской короны.
- 1 июля — ближайшая от Земли в истории наблюдательной астрономии комета D/1770 L1 прошла на расстоянии 2,2 млн км от Земли[1].
- 10—19 сентября — длительная экстремальная магнитная буря, зафиксированная в 111 исторических документах. Полярное сияние более недели наблюдалось в районах вплоть до 30 градуса широты[2].
- Ричард Эджуорт изобрёл гусеничный движитель.
- Доказана теорема Лагранжа о сумме четырёх квадратов.

## Награды и премии
- Медаль Копли присуждена британскому археологу и вулканологу Уильяму Гамильтону.

## Родились
- 11 марта — Уильям Хаскинсон, английский политический деятель и первый человек, погибший под колёсами поезда (1830).
- 9 апреля — Томас Зеебек, немецкий физик.
- 27 августа — Гегель, немецкий философ.

## Скончались
- 9 сентября — Бернард Альбинус, немецкий анатом и педагог, профессор, почётный член Санкт-Петербургской академии наук (1753),[3] член Лондонского королевского общества (1764).
- 5 декабря — Джеймс Стирлинг, шотландский математик.